# Maierklopfen
Maierklopfen ist ein Gemeindeteil der Gemeinde Bockhorn im Landkreis Erding in Oberbayern.

## Geografie
Das Dorf liegt fünf Kilometer östlich von Bockhorn und gehört zur Gemarkung Eschlbach, das sich 2,5 Kilometer nördlich befindet. Es liegt auf einem flachen Hügel im tertiären Isar-Inn-Hügelland (Erdinger Holzland). Auf einem Hügelzug von Nord nach Süd liegen die Einzelsiedlung Hubberg, der Weiler Übermiething und das Dorf Maierklopfen, die damit zu den am höchsten gelegenen Ortsteilen der Gemeinde Bockhorn zählen.
Ein Kilometer östlich liegt der Weiler Hörgersdorf in der Nachbargemeinde Taufkirchen (Vils), ein Kilometer westlich der Weiler Haselbach, ein Kilometer südlich befindet sich die Einzelsiedlung Untermailling.
Zwei Bäche haben hier ihre Quelle: Der Maierklopfener Graben fließt 500 Meter östlich in die Große Vils (siehe Liste von Zuflüssen der Vils); die Quelle der großen Vils befindet sich zwei Kilometer südlich in Seeon. Der Tankhamer Bach fließt westlich nach Tankham, in den Haselbach (bei Haselbach), der über den Hochbach (bei Bockhorn) in die Strogen (bei Hecken) mündet.

## Geschichte

### Mittelalter
809 ist ein Mataclapfin belegt. Der Name könnte Matte (Wiese) und Klapf (Hügel) bezeichnen, oder einfach Mähwiese.
Bischof Abraham von Freising tauschte 972/76 „von dem edlen Vasallen der Kirche Ruodbert“ Liegenschaften zu Sollach, Maierklopfen und Riedersheim gegen anderen in Oppolding. 994/1005 wurde Mataglappha folglich als Freisinger Besitz verzeichnet. Ab dem 13. Jahrhundert war Madechlapfen im Besitz von Au. 1571 war für Marglapfen u. a. Au als Grundherr eingetragen.

### Neuzeit
1874 wurden in Mairklopfen in der Statistischen Beschreibung des Erzbisthums München-Freising 95 Einwohner verzeichnet. 1877 taucht die heutige Bezeichnung Maierklopfen auf.

Im Ort

Bis 1972 gehörte der Ort zu Eschlbach und seitdem zur Gemeinde Bockhorn.

### Einwohnerentwicklung
| Jahr      | 1871 | 1874 | 1925 | 1950 | 1970 | 1987 | 2015 | 2019 | 2021 |
| --------- | ---- | ---- | ---- | ---- | ---- | ---- | ---- | ---- | ---- |
| Einwohner | 111  | 95   | 175  | 174  | 170  | 176  | 228  | 244  | 263  |

## Baudenkmäler

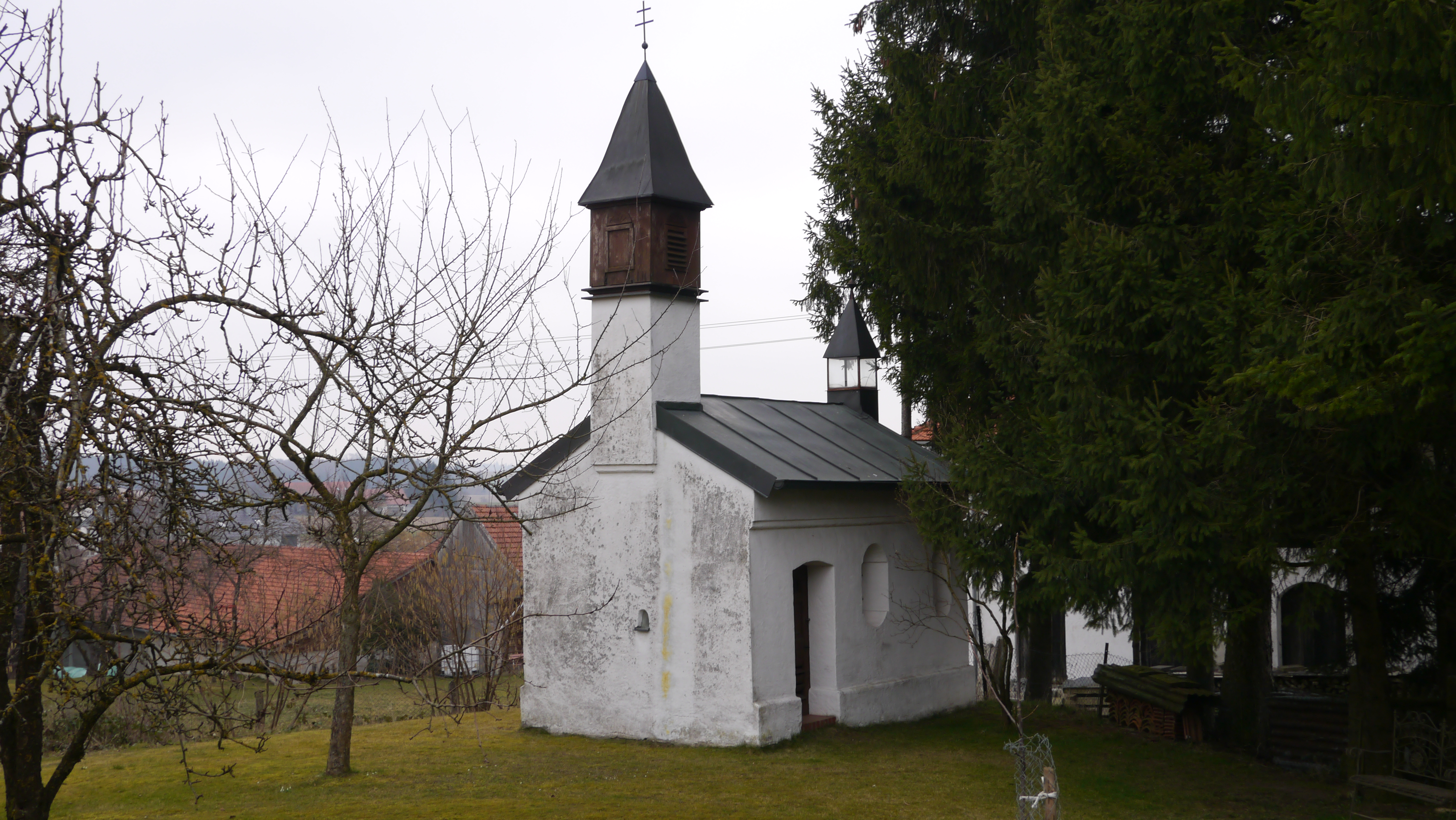
Hofkapelle

In der Liste der Baudenkmäler in Bockhorn (Oberbayern) wird die Hofkapelle mit Lourdesgrotte und zwei Türmchen erwähnt (um 1750 und um 1890).
Drei Kirchen mit herausragender Rokoko-Ausstattung finden sich in der Nähe: St. Bartholomäus (Hörgersdorf) und St. Mariä Geburt (Eschlbach) in zwei Kilometer Entfernung, St. Johannes der Täufer (Oppolding) in vier Kilometer Entfernung.

## Verkehr und öffentliche Einrichtungen
Die Staatsstraße 2084 verläuft einen Kilometer südlich und verbindet den Ort mit Erding und Dorfen. Die Bundesautobahn 94 verläuft acht Kilometer südlich. Der Bahnhof Thann-Matzbach liegt sechs Kilometer südlich. Maierklopfen ist über den MVV-Regionalbus 565 an Erding und Dorfen angebunden.
Durch Maierklopfen führt eine Fahrradstrecke von Erding nach Dorfen oder Taufkirchen (Vils).
Für Maierklopfen ist die Freiwillige Feuerwehr Eschlbach im ein Kilometer entfernten Hörgersberg zuständig.

## Persönlichkeiten
- Martina Eisenreich (* 1981), Violinistin, Filmkomponistin und Musikproduzentin, lebt in Maierklopfen.[21]